# Pterocephalus kurdicus
Pterocephalus kurdicus är en tvåhjärtbladig växtart som beskrevs av Wilhelm Vatke. Pterocephalus kurdicus ingår i släktet Pterocephalus och familjen Dipsacaceae. Inga underarter finns listade i Catalogue of Life.